# Die verschleierte Maja
Die verschleierte Maja ist ein deutscher Revue- und Musikfilm. In den Hauptrollen spielen Maria Litto und Willy Fritsch, die Nebenrollen sind unter anderem mit Grethe Weiser und Rudolf Platte besetzt. Der im Studio Hamburg gedrehte Film wurde am 31. August 1951 im Berliner Marmorhaus uraufgeführt.

## Handlung
Die Familie Prickwitz vermietet Zimmer. Der Hausherr arbeitet zusätzlich als Sektvertreter, während seine Tochter wiederum als Krankenschwester tätig ist. Um ein Zubrot zu verdienen, arbeitet sie jedoch heimlich auch als Tänzerin in einer Bar namens „Die verschleierte Maja“, wo ihre Mutter ebenfalls bald eine Anstellung als Garderobenfrau findet. Der strenge Vater darf von beidem nichts erfahren, da es gegen seine konservativen Prinzipien verstoßen würde. Als er kurz darauf einen Sekt-Belieferungsvertrag mit der Bar abschließen kann, besucht auch er das Etablissement und trifft dort nicht nur auf Frau und Tochter, sondern auch auf Dr. Kirst, der als Arzt zum einen ein Kollege der Tochter und zum anderen ihr Liebhaber ist – letzteres ein Umstand, der den Vater am Ende milde stimmt, da er die Tochter gut versorgt sieht.

## Produktionsnotizen
Ursprünglich sollte die Hamburger Real-Film den Film produzieren, deren Inhaber Walter Koppel war. Aufgrund von Koppels Mitgliedschaft in der KPD zwischen 1947 und 1949 und einer damit verbundenen Verleumdungskampagne wurde dem Film die damals übliche Bundesbürgschaft verweigert und somit politischer Druck ausgeübt. Die Filmproduktion wurde daraufhin von Pontus-Film übernommen.
Gedreht wurde in den Ateliers Hamburg-Wandsbek und Hamburg-Rahlstedt. Die Außenaufnahmen entstanden in Hamburg und Umgebung. Für die Bauten war Herbert Kirchhoff zuständig, die Produktionsleitung lag in den Händen von Erich Holder.

## Musik
Für die Musik des Films zeichneten Michael Jary (Musik) und Bruno Balz (Texte) verantwortlich. Es spielt das große Filmorchester unter Leitung von Michael Jary.
- Liebe ist ja nur ein Märchen, gesungen von Peter Schütte & Anneliese Rothenberger
- Die Beine von Dolores, gesungen von Gerhard Wendland
- Das ist nichts für kleine Mädchen, gesungen von Ingrid Lutz & Rudolf Platte
- Nimm’ Dir nie eine Frau aus Kastilien, männliches Gesangsduo
- Fahr’n Sie nicht zum Nordpol, gesungen von Oskar Sima und Rudolf Platte
- Maja-Mambo, Instrumental/Vocal

Die Tanz- und Revuedarbietungen des Films stellen ferner die Isarnixen (Schwimmszenen) und die Hiller-Girls unter der Leitung von Gertrude Söderling-Hiller.

## Auszeichnungen
- Kassenschimmel der Fachzeitschrift Filmblätter für den „meistterminierten Film der Saison 1951/52“

## Kritik
„Der Streifen lebt fast einzig und allein von den Schlagern Michael Jarys.“

„Durchschnittliche Lustspielhandlung. Anspruchslos, aber Publikumstreffer.“

„Die müde Geschichte einer Tänzerin in einem deutschen Revuefilm, der unter anderem ein amerikanisches Wasser-Ballett zu imitieren sucht.“